# یوسف کرکور
یوسف کرکور (انگلیسی: Youssef Kerkour؛ زادهٔ) بازیگر بریتانیایی-مراکشی است.
از فیلم‌ها یا برنامه‌های تلویزیونی که وی در آن نقش داشته‌است می‌توان به ناپلئون، دامینا اشاره کرد.